# Бленвил сир Орн
Бленвил сир Орн (фр. Blainville-sur-Orne) насеље је и општина у северној Француској у региону Доња Нормандија, у департману Калвадос која припада префектури Кан.
По подацима из 2011. године у општини је живело 5.676 становника, а густина насељености је износила 798,31 становника/km². Општина се простире на површини од 7,11 km². Налази се на средњој надморској висини од 25 метара (максималној 36 m, а минималној 0 m).

## Демографија
| 1962. | 1968. | 1975. | 1982. | 1990. | 1999. | 2011. |
| ----- | ----- | ----- | ----- | ----- | ----- | ----- |
| 2.119 | 2.735 | 2.519 | 4.390 | 4.341 | 4.390 | 5.676 |

График промене броја становника у току последњих година